# Wilhelm de Ulrichsdal
Wilhelm de Ulrichsdal (25. januar 1692 i Norge – 27. august 1765 i Fredrikstad) var en dansk officer.
Han var en uægteskabelig søn af statholder i Norge Ulrik Frederik Gyldenløve og Maria Olsdatter (Meng), datterdatter af præsident på Frederikshald Niels Hansen Meng og senere gift med kommandant på Bergenhus, generalmajor Johan Friedrich Tuchsen. Ulrichsdal blev 1710 kornet, 1711 løjtnant, 1714 kaptajnløjtnant og 1715 ritmester ved 2. fynske nationale Rytterregiment, 1717 kaptajn i Livgarden til Fods og 1720 oberstløjtnant ved oberst Poulsens gevorbne Dragonregiment til Fods (i Norge), fik 1729 obersts karakter, blev 1733 chef for 2. smålenske Infanteriregiment og boede som sådan først i Tønsberg, siden i Larvik; 1740 blev han chef for det tidligere gevorbne Dragonregiment til Fods, der nu var et gevorbent Infanteriregiment med regimentchefens navn, senere kaldt «nordenfjældske». Ulrichsdal flyttede nu til Fredrikstad, udnævntes 1742 til generalmajor, 1749 til Ridder af Dannebrog og 1751 til generalløjtnant. 1754 blev han udnævnt til kommandant i Fredrikstad og fratrådte samtidig Regimentskommandoen. I ledigheden efter feltmarskal Hans Jacob Arnoldt 1758-59 og efter general Gustav Grüner 1763-64 fungerede han som kommanderende general i Norge, var imidlertid 1760 avanceret til general af infanteriet, men søgte 1765 afsked, som han «i Henseende til hans alder samt lange og rosværdige Tjeneste» erholdt med fuld gage i pension. Han døde allerede 27. august samme år.
Wilhelm Ulrichsdal blev 30. april 1721 viet i København med Susanna Catharina Erlund (27. juli 1704 – 12. juli 1747), datter af postdirektør Christian Erlund og Marie Elisabeth Albertin. Under 28. oktober 1726 blev han optaget i den danske adelsstand under navnet de Ulrichsdal. Alle 3 sønner døde små, så navnet uddøde med ham. En dattersøn, krigsråd Christian Vilhelm Vagel, blev imidlertid 1782 adlet med morfaderens våben. 
På Frederiksborgmuseet findes et portræt fra 1750 af Wilhelm de Ulrichsdal, malet af Peder Als.